# Соколовка (Бобрская городская община)

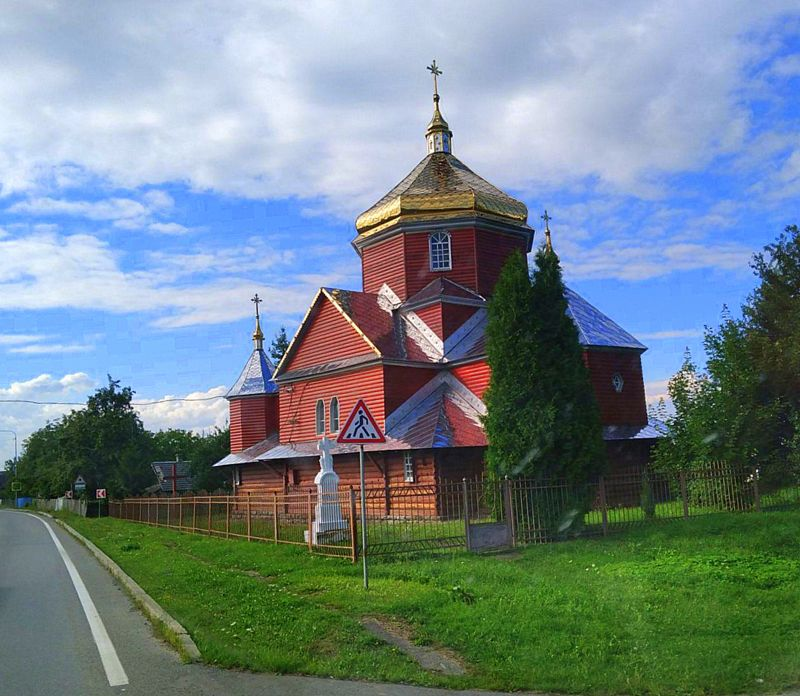
Православная церковь св. Николая

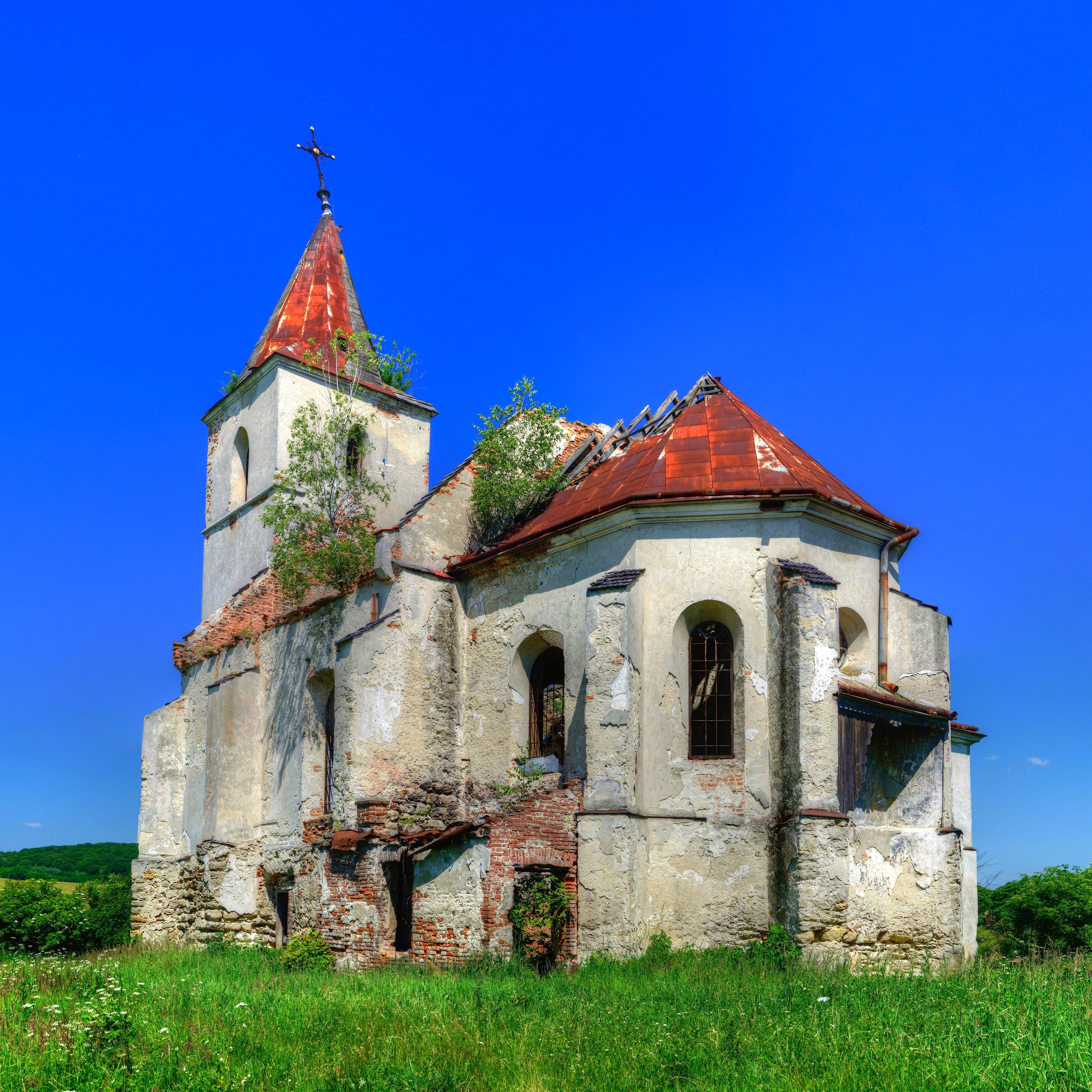
Костёл Святой Троицы, 1594 года

Соколовка (укр. Соколівка) — село в Бобрской городской общине Львовского района Львовской области Украины.
Население по переписи 2001 года составляло 100 человек. Занимает площадь 0,66 км². Почтовый индекс — 81713. Телефонный код — 3239.